# Hermann Jung (Musikhistoriker)
Hermann Jung (* 1943 in München) ist ein deutscher Musikhistoriker.

## Leben
Jung studierte Schulmusik, Germanistik und Musikwissenschaft an der Universität Heidelberg. Dort war er zunächst wissenschaftlicher Assistent am musikwissenschaftlichen Seminar der Universität. 1975 promovierte er zum Dr. phil. über Die Pastorale. Studien zur Geschichte eines musikalischen Topos. Nach seiner Tätigkeit als Studienrat am Gymnasium in Weinheim wurde er 1983 Professor für Musikwissenschaft an der Hochschule für Musik und Darstellende Kunst Mannheim, wo er von 1989 bis 1993 auch das Amt des Prorektors innehatte. Von 1980 bis 1999 erfüllte er zudem einen Lehrauftrag an der Hochschule für Kirchenmusik Heidelberg. Jung ist Mitherausgeber der Bibliographie zur Symbolik, Ikonographie und Mythologie sowie Herausgeber der Mannheimer Hochschulschriften.

## Auszeichnungen
- Ehrenmedaille der Masaryk-Universität Brno (1994)
- Honorarprofessor des Glinka-Konservatoriums und der Staatlichen Hochschule der Künste und Wissenschaften Nowosibirsk (1997)

## Forschungsschwerpunkte
- Zeichen- und Symbolforschung in Kunst, Literatur und Musik
- Musik und Sprache
- Musik und Kultur des 18. Jahrhunderts, insbesondere  der Mannheimer Hofkapelle
- Rezeptionsforschung (u. a. antike Mythen in Musik und Musikästhetik)

## Publikationen (Auswahl)
- Die Pastorale. Studien zur Geschichte eines musikalischen Topos (1980).
- Zur Phänomenologie musikalischer Symbole (1981).
- Textscopus und poetische Idee. Zur Problematik des Verstehens sprachgebundener Musik (1985).
- Schütz und Monteverdi (1986).
- Zahlen und Zahlensymbolik in der Musik (1988).
- "Der pedantisch geniale Abt Vogler". Musiktheorie und Werkanalyse in der zweiten Hälfte des 18. Jahrhunderts (1988).
- Idylle und Utopie. G. Fr. Händel und die Pastoraltradition (1989).
- Caecilia oder die Macht der Affekte. John Drydens Oden und ihre Tradition (1990).
- Musik als Lebensäußerung. Zum geistlichen Werk Hans Vogts (1991).
- Figuren und Manieren. Zum Sprachcharakter Mannheimer Instrumentalmusik (1991).
- Mozarts "Concertante"-Behandlung: Einfluss oder Nachklang der "Mannheimer Schule"? (1991).
- "Basta! Nun ist alles vorbey". Mozarts vergebliches Bemühen um eine Anstellung am Mannheimer Hof (1992).
- Mannheim nach 1777. Ausprägungen einer bürgerlichen Musikkultur bis zur Mitte des 19. Jahrhunderts (1992).
- Ein vollendeter Torso. Zur Rezeption von Mozarts Missa in c KV 427 (1993).
- Der Komponist als Genie. Abbé Voglers "Zergliederungen" Mannheimer Instrumentalmusik (1993).
- Komponieren als schöpferische Rezeption. Igor Strawinsky und die Tradition der Pastorale (1993).
- Zwischen "Malerey" und "Ausdruck  der Empfindung". Zu den historischen und ästhetischen Voraussetzungen von Justin Heinrich Knechts "Le Portrait musical de la Natur" (1995).
- Wegbegleiter der "Neuen Musik". Zu Person und Werk von Rudi Stephan (1887–1915) und Ernst Toch (1887–1964) (1995).
- Ödipus. Antiker Mythos und musikalische Moderne. Zu Vertonungen von Igor Strawinsky und Carl Orff (1995).
- Zeichen und Symbol. Bestandsaufnahme und interdisziplinäre Perspektiven (1996).
- Antiker Mythos im symphonischen Gewand der Klassik. Carl Ditters von Dittersdorfs Symphonien nach Ovids "Metamorphosen" (1997).
- Musikalische Arbeit am Mythos. Ovids "Acis und Galatea" in Kompositionen des 18. Jahrhunderts (1998).
- Hof- und Kirchenmusik in Mannheim zur Zeit Carl Theodors (1999).
- Leoš Janáčeks Streichquartette – Musikalische Spiegelungen des Menschen (1999).
- Sprachbehandlung, Sprachcharakter und Sprachfähigkeit in der Neuen Musik seit 1950 (1999).
- Orpheus und die Musik. Metamorphosen eines antiken Mythos in der europäischen Kulturgeschichte (2018).